# かながわ 匠の技と街めぐり
かながわ 匠の技と街めぐり（かながわ　たくみのわざとまちめぐり）は横浜ケーブルビジョンで2006年4月から2007年3月まで放送された神奈川県内の地域情報番組である。

## 番組概要
｢匠の技｣と、その技が息づいている｢街の姿｣を様々な視点から紹介していく。職人たちが創り出す物へのこだわりや魅力、技の歴史と街の歴史の関わりなどを紹介し、その魅力を改めて体感してゆく。

## 放送内容
- 2006年4月　 元町・山手「横浜家具」 ～蓮華草元町工房～
- 2006年5月　 葉山 ｢日影茶屋｣ ～もてなしの職人～
- 2006年6月　 鎌倉「鎌倉彫」 ～鎌倉を巡る～
- 2006年7月　 藤沢 ｢干物・しらす｣　～江ノ島を巡る～
- 2006年8月 　茅ヶ崎 「湘南ビール」
- 2006年9月 　小田原 「小田原漆器」
- 2006年10月　真鶴 ｢本小松石｣　～真鶴を巡る～
- 2006年11月　箱根町 ｢寄木細工｣ ～畑宿・箱根湯本を巡る～
- 2006年12月　大山 ～古代から続く神山・大山～
- 2007年1月　 大磯町　～大磯を巡る～
- 2007年2月　 鶴見 「米まんじゅう」
- 2007年3月　 横浜中華街　～異国情緒の匠めぐり～

## 出演者
- 本川清花 （レポート / ナレーション）
- 他、各回ごとに街の匠が数名

## 放送時間
- 月曜日　10:00～10:30
- 火曜日　17：30～18：00 / 22：30～23：00
- 水曜日　10：00～10：30
- 木曜日　17：30～18：00 / 22：30～23：00
- 金曜日　10：00～10：30
- 土曜日　17：30～18：00 / 23：30～24：00
- 日曜日　10：00～10：30